# Neemi
Neemi (Duits: Nemes) is een plaats in de Estlandse gemeente Saaremaa, provincie Saaremaa. De plaats heeft de status van dorp (Estisch: küla) en telt 25 inwoners (2021).
De plaats viel tot in oktober 2017 onder de gemeente Pöide. In die maand werd Pöide bij de fusiegemeente Saaremaa gevoegd.

## Arboretum
In 1925 legde de dorpssmid Mihkel Rand (1871–1958) naast zijn woonhuis en smidse een dendrarium of arboretum aan. Er staan meer dan tweehonderd verschillende soorten bomen en struiken.

## Geschiedenis
Neemi werd voor het eerst genoemd in 1512 als landgoed onder de Duitse naam Nemes. In de 17e eeuw ging Nemes op in het landgoed Müllershof (Kingli). In 1645 was Neemi onder de naam Nehmis een dorp.
Tussen 1977 en 1997 maakte het buurdorp Unguma deel uit van Neemi.

## Foto's

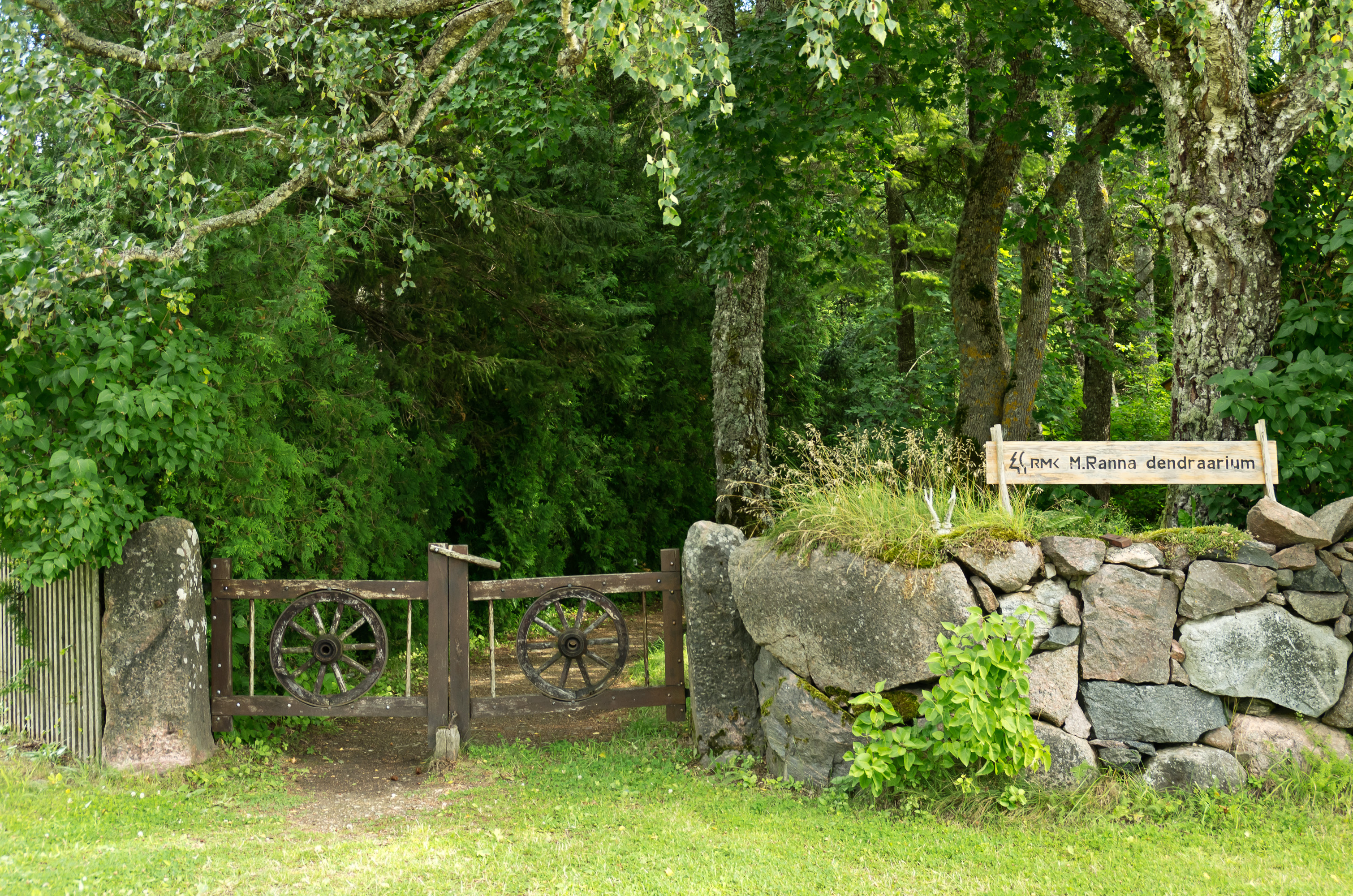
Ingang van het arboretum
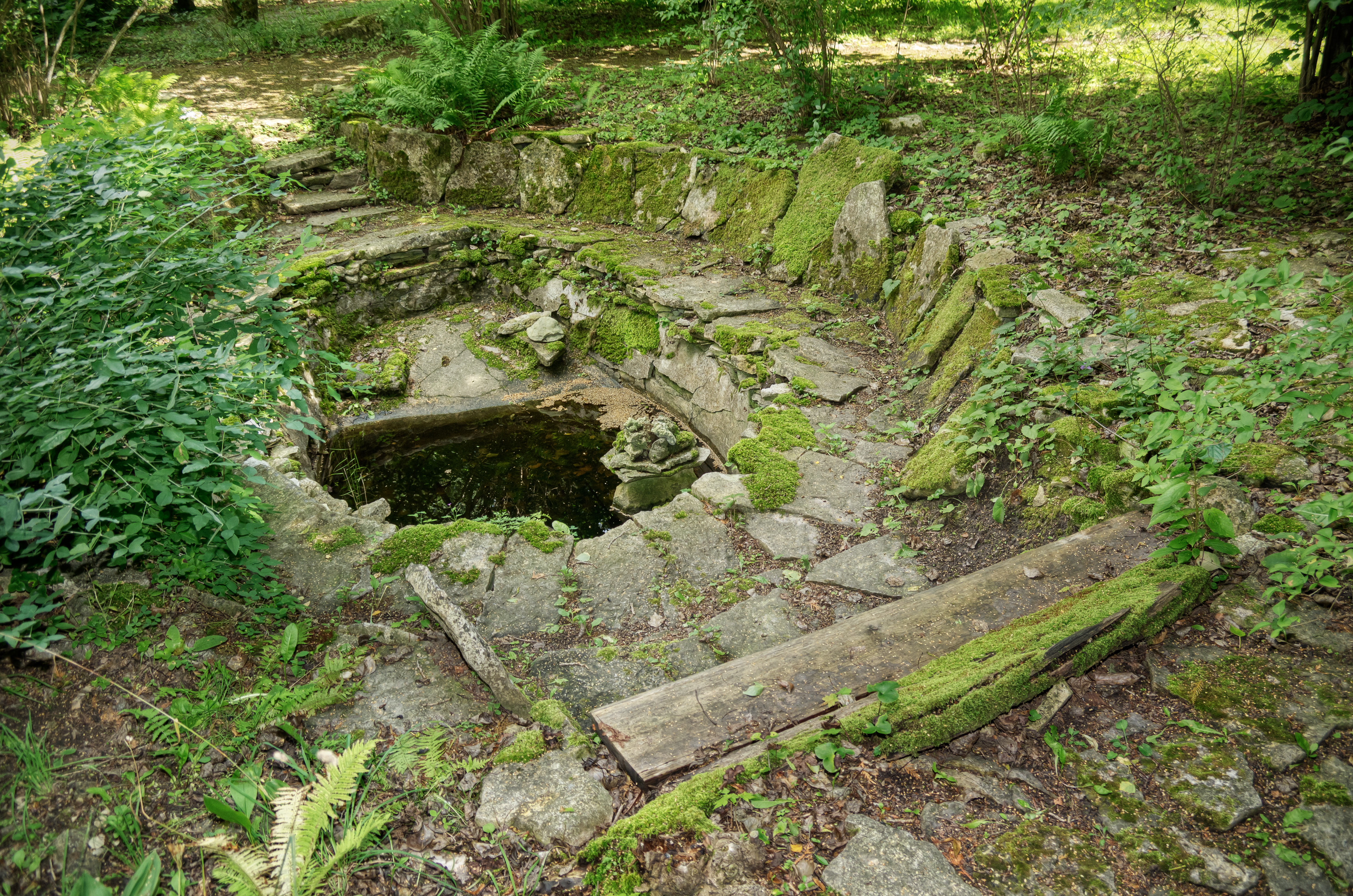
Bassin in het arboretum